# Springfield International Tennis Classic
Lo Springfield International Tennis Classic è stato un torneo di tennis facente parte del Grand Prix giocato dal 1977 al 1978 a Springfield negli Stati Uniti su campi in sintetico indoor.

## Albo d'oro

### Singolare
| Anno | Vincitore       | Finalista      | Punteggio          |
| ---- | --------------- | -------------- | ------------------ |
| 1977 | Guillermo Vilas | Stan Smith     | 3–6, 6–0, 6–3, 6–2 |
| 1978 | Heinz Günthardt | Harold Solomon | 6–3, 3–6, 6–2      |

### Doppio
| Anno | Vincitori                | Finalisti                  | Punteggio |
| ---- | ------------------------ | -------------------------- | --------- |
| 1977 | Bob Hewitt Frew McMillan | Ion Țiriac Guillermo Vilas | 7–6, 6–2  |
| 1978 | Robert Lutz Stan Smith   | Jan Kodeš Marty Riessen    | 6–3, 6–3  |